# Verbandsgemeinde Baumholder
Die Verbandsgemeinde Baumholder ist eine Gebietskörperschaft im Landkreis Birkenfeld in Rheinland-Pfalz. Der Verbandsgemeinde gehören die Stadt Baumholder sowie 13 weitere Ortsgemeinden an, der Verwaltungssitz ist in der namensgebenden Stadt Baumholder.
Die Verbandsgemeinde liegt zwischen dem Hunsrück und dem Nordpfälzer Bergland südlich der Nahe und grenzt unter anderem an den Landkreis Kusel und den Landkreis Sankt Wendel (Saarland). Die Verbandsgemeinde Baumholder liegt zudem im sogenannten Westrich.
In den 14 der Verbandsgemeinde angehörenden Gemeinden leben knapp 10.000 Einwohner. Hinzu kommen etwa 8.000 Angehörige der amerikanischen Streitkräfte.

## Verbandsangehörige Gemeinden
| Ortsgemeinde, Stadt         | Fläche (km²) | Einwohner |
| --------------------------- | ------------ | --------- |
| Baumholder, Stadt           | 69,47        | 4.538     |
| Berglangenbach              | 5,73         | 457       |
| Berschweiler bei Baumholder | 6,64         | 549       |
| Eckersweiler                | 3,69         | 178       |
| Fohren-Linden               | 6,60         | 328       |
| Frauenberg                  | 3,86         | 355       |
| Hahnweiler                  | 2,29         | 186       |
| Heimbach                    | 6,78         | 1.010     |
| Leitzweiler                 | 3,02         | 112       |
| Mettweiler                  | 5,49         | 241       |
| Reichenbach                 | 11,12        | 502       |
| Rohrbach                    | 2,45         | 176       |
| Rückweiler                  | 2,75         | 383       |
| Ruschberg                   | 7,45         | 823       |
| Verbandsgemeinde Baumholder | 137,34       | 9.838     |

(Einwohner am 31. Dezember 2023)

## Bevölkerungsentwicklung
Die Entwicklung der Einwohnerzahl bezogen auf das Gebiet der heutigen Verbandsgemeinde Baumholder; die Werte von 1871 bis 1987 beruhen auf Volkszählungen:
| Jahr | Einwohner |
| 1815 | 5.573     |
| 1835 | 8.174     |
| 1871 | 10.092    |
| 1905 | 10.282    |
| 1939 | 9.178     |
| 1950 | 9.549     |

| Jahr | Einwohner |
| 1961 | 11.986    |
| 1970 | 11.806    |
| 1987 | 9.841     |
| 1997 | 10.715    |
| 2005 | 10.314    |
| 2023 | 9.838     |

## Politik

### Verbandsgemeinderat
Der Verbandsgemeinderat Baumholder besteht aus 24 ehrenamtlichen Ratsmitgliedern, die bei der Kommunalwahl am 9. Juni 2024 in einer personalisierten Verhältniswahl gewählt wurden, und dem Vorsitzenden.
Die Sitzverteilung im Verbandsgemeinderat:
| Wahl | SPD | CDU | Grüne | FDP | FW | FWG | LfB | Gesamt   |
| ---- | --- | --- | ----- | --- | -- | --- | --- | -------- |
| 2024 | 6   | 4   | 1     | 1   | 7  | 3   | 2   | 24 Sitze |
| 2019 | 6   | 5   | 1     | 2   | –  | 8   | 2   | 24 Sitze |
| 2014 | 9   | 7   | –     | 1   | –  | 7   | –   | 24 Sitze |
| 2009 | 12  | 8   | –     | 2   | –  | 6   | –   | 28 Sitze |
| 2004 | 11  | 10  | –     | 2   | –  | 5   | –   | 28 Sitze |

- FWG = Freie Wählergemeinschaft Dr. Nagel e. V.
- LfB = Liste für Baumholder

### Bürgermeister
Bürgermeister ist seit 20. August 2016 Bernd Alsfasser (FWG). Bei der Stichwahl am 3. April 2016 setzte er sich mit einem Stimmenanteil von 50,89 % gegen den bisherigen Amtsinhaber Peter Lang (SPD) durch, nachdem bei der Direktwahl im März 2016 keiner der ursprünglich vier Bewerber eine ausreichende Mehrheit erreicht hatte. Bei der Bürgermeisterwahl am 9. Juni 2024 setzte er sich im ersten Wahlgang mit 56,4 % der Stimmen gegen seinen einzigen Mitbewerber Christian Flohr (SPD) durch.

### Wappen
Die Blasonierung des Wappens lautet: „Schild gespalten durch eine aufsteigende geschweifte goldene Spitze, darin auf grünem Dreiberg ein grüner (Holunder-)Baum, zu beiden Seiten des Stammes je eine silberne Holunderblüte, vorne rotgoldenes Schach, hinten rotbewehrter und -gezungter blauer Löwe in Gold. Schildbord von Rot, Gold und Blau 8-fach geständert.“
Das Wappen wurde 1965 vom rheinland-pfälzischen Innenministerium genehmigt.